# Jüdischer Friedhof (Kęty)

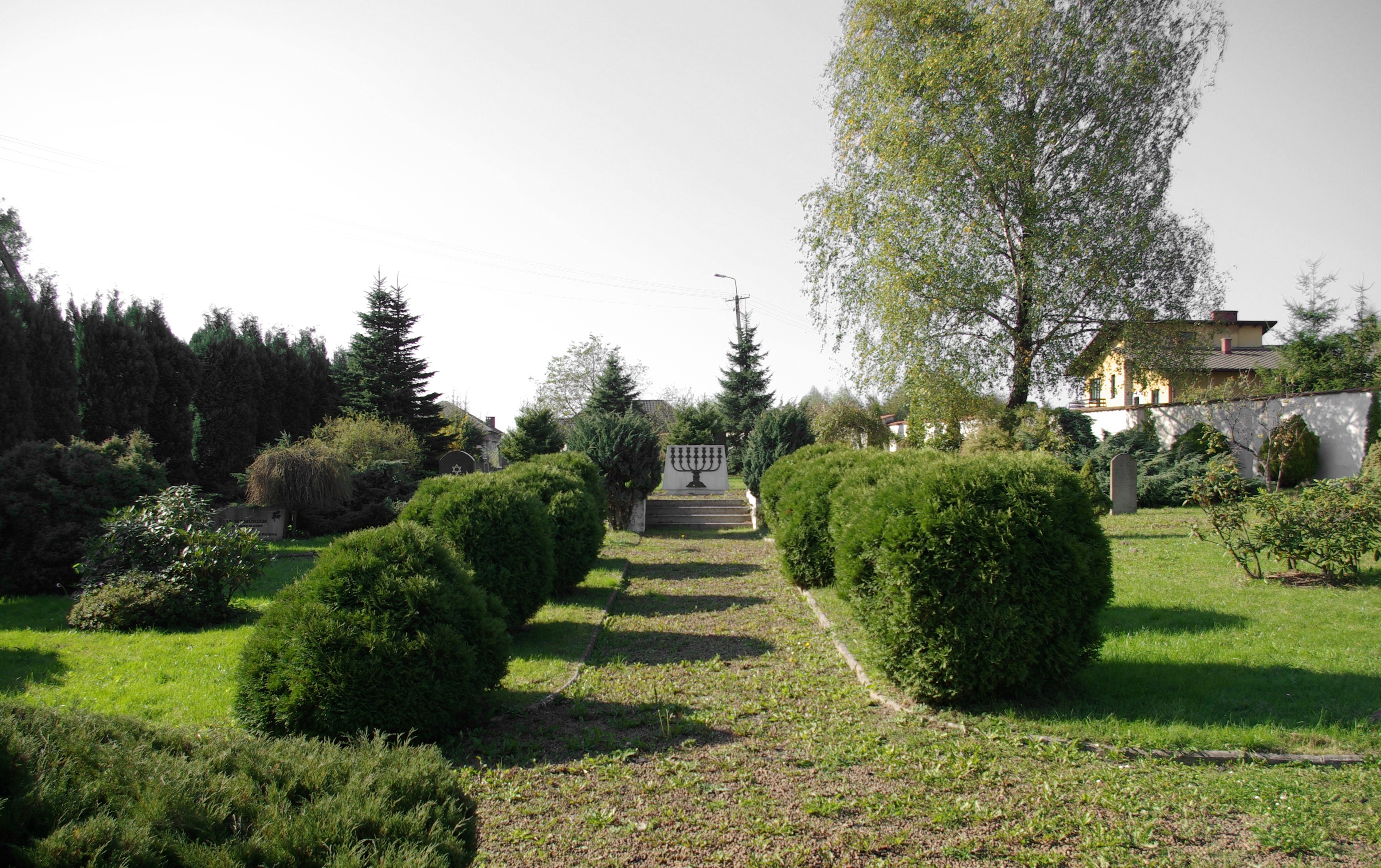
Jüdischer Friedhof in Kęty

Der Jüdische Friedhof in Kęty, einer polnischen Stadt in der Woiwodschaft Kleinpolen, wurde 1882 angelegt. Der jüdische Friedhof, nordwestlich des Ortes, ist ein geschütztes Kulturdenkmal.
Der Friedhof wurde während des Zweiten Weltkriegs von den deutschen Besatzern verwüstet. 
Auf dem circa 2000 m² großen Friedhof sind heute nur noch wenige Grabsteine vorhanden. 